# Берграјнфелд
Берграјнфелд (њем. Bergrheinfeld) општина је у њемачкој савезној држави Баварска. Једно је од 29 општинских средишта округа Швајнфурт. Према процјени из 2010. у општини је живјело 5.072 становника. Посједује регионалну шифру (AGS) 9678115.

## Географски и демографски подаци
Берграјнфелд се налази у савезној држави Баварска у округу Швајнфурт. Општина се налази на надморској висини од 208 метара. Површина општине износи 19,9 km². У самом мјесту је, према процјени из 2010. године, живјело 5.072 становника. Просјечна густина становништва износи 255 становника/km².